# Петери Лакс
Петери Лакс (фин. Petteri Juhani Lax; Хујтинен, 12. октобар 1985) је фински атлетичар специјалиста за скок удаљ.

## Каријера
Његов најбољи резултат је скок од 8,11 метара, постигнут 2008. На Европском првенству нада 2007. у Дебрецину освојио је сребрну медаљу. Учествовао је на Европском превенству 2010. у Барселони где је у финалу скочио 7,96 и заузео 7 место.

## Значајнији резултати
| Година | Такмичење               | Град      | Пласман | Резултат | Детаљи                                 |
| ------ | ----------------------- | --------- | ------- | -------- | -------------------------------------- |
| 2007   | Европско првенство нада | Дебрецин  | 2       | 7,89     |                                        |
| 2010   | Европско првенство      | Барселона | 7       | 7,96     | Архивирано на веб-сајту (12. јун 2012) |